# Maxine Sullivan
Maxine Sullivan née le 13 mai 1911 à Homestead (Pennsylvanie) morte le 7 avril 1987 à New York est une chanteuse, trompettiste et tromboniste de jazz américaine.

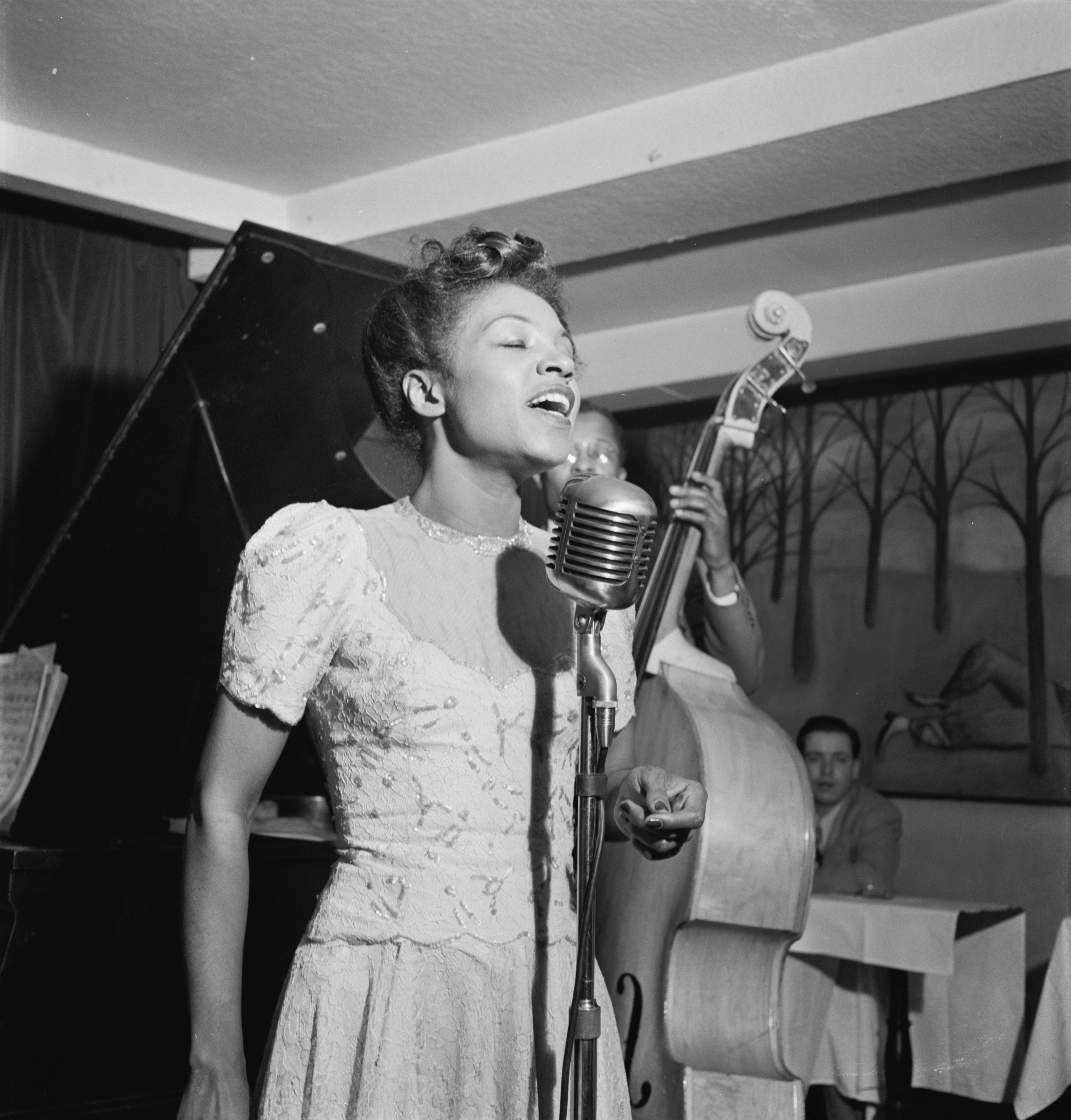
Maxine Sullivan au Village Vanguard en 1947

## Biographie
Elle débute en 1930 à la radio à Pittsburgh se rend à New York et chante à l'Onyx Club dans la célèbre 52nd street. Elle enregistre en 1937 ses premiers disques, épouse le contrebassiste John Kirby avec qui elle travaille dans le cadre de son sextette. Elle part à Hollywood tourner un film avec Louis Armstrong, Going places, et participe avec lui en 1941 à la grande revue du Cotton Club. Elle accompagne l'orchestre de Benny Carter puis abandonne le métier pendant deux ans. Après guerre Maxine Sullivan se produit dans différents clubs de New York, au Penthouse et au Village Vanguard.

## Discographie
- Maxine Sullivan - The Chronological Classics  963 1937-1938 ;
- Maxine Sullivan - The Chronological Classics  991 1938-1941 ;
- Maxine Sullivan - The Chronological Classics 1020 1941-1946.